# Équipe de Grande-Bretagne de rugby à XIII
L'équipe de Grande-Bretagne de rugby à XIII, the British Lions (les Lions britanniques), est l'équipe qui représentait la Grande-Bretagne dans les principales compétitions internationales de rugby à XIII, cette sélection étant alors composée de joueurs anglais, gallois et écossais.     
Elle est la première équipe de l'histoire à avoir remporté la Coupe du monde de rugby à XIII en 1954. Elle ne participe plus aux coupes du monde à partir de 1995 : les autorités internationales treizistes préférant que chaque nation constitutive du Royaume-Uni soit représentée par sa propre sélection (Angleterre, Écosse, pays de Galles…).   
Néanmoins, elle conserve une existence comme une sélection ponctuelle de joueurs britanniques ou résidents en Grande-Bretagne, qui dispute des tournois comme le Tri-Nations de 1999 à 2006.  
Après une période de latence, elle reprend vie fin des années 2010 pour disputer des tournées comme dans  l'hémisphère sud en automne 2019.  

## Histoire

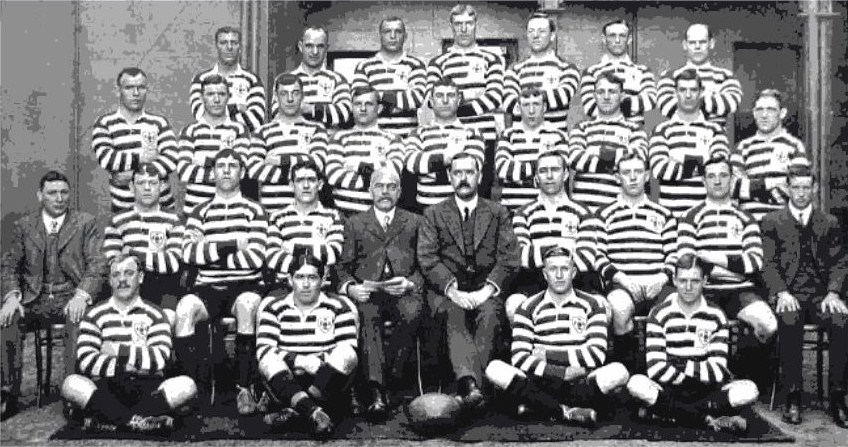
L'équipe de Grande-Bretagne en tournée aux antipodes en 1910

Les « Lions  » ont remporté à trois reprises la Coupe du monde de rugby à XIII, dont la première édition se déroula en octobre, novembre 1954 en France. Ils remportent de nouveau le trophée en 1960, édition disputée sur le sol britannique, et en 1972 de nouveau en France. 
En 1957, la fédération anglaise de rugby à XIII propose à la Fédération française de rugby à XIII des rencontres régulières entre la Grande-Bretagne et la France : ces rencontres tournent plus souvent à l'avantage des britanniques : ainsi de 1957 à 1984 on notera 26 victoires britanniques, 12 succès français et deux matchs nuls. 
La Grande-Bretagne dispute également le Tri-Nations, compétition opposant l'Australie et la Nouvelle-Zélande. Après le retrait des Lions, c'est l'Équipe d'Angleterre qui prendra sa place dans le Tri-Nations, devenu Four-Nations depuis 2009 (ne pas confondre avec l' International Championship du rugby à XV qui est parfois désigné, à tort, sous ce terme et qui rassemble les nations de l'hémisphère Sud).
Les Lions disputent également deux séries de test matchs prestigieux.
D'abord face à l'Australie, les séries de test matchs  sont alors connues sous le nom de " The Ashes ", comme au cricket. À noter que pour la série de matchs disputée en 2003, la Grande-Bretagne est battue de justesse par les Australiens sur le score de 18 à 22, l’expulsion de son pilier Adrian Morley, après un geste particulièrement agressif, lui étant fatale.
Ensuite, Les séries opposant les Lions à la Nouvelle-Zélande, qui portent le nom de « Baskerville Shield ».
Pendant les années 1990, l'équipe a étendu sa sélection aux joueurs nord-irlandais, représentant de fait le Royaume-Uni au complet. À partir de 1995, la Rugby Football League a préféré envoyer à la Coupe du Monde des équipes représentant les nations britanniques plutôt que la Grande-Bretagne et l'Irlande du Nord. Les Lions britanniques disputaient cependant toujours les test-matchs et le Tri-Nations.  
Dès 2007, la RFL complète le processus de dissociation et l'Angleterre prend définitivement la place de la Grande-Bretagne dans toutes les rencontres internationales. Le Pays-de-Galles et l'Écosse en profitent pour augmenter leur nombre de rencontres internationales et poursuivre leur développement. Les joueurs nord-irlandais rejoignent quant à eux l'équipe d'Irlande, également en plein développement.
On commence alors à penser que  les Lions britanniques pourraient reprendre des tournées, comme ils l'avaient fait régulièrement de 1909 à 2000,  à l'instar des Lions britanniques et irlandais de rugby à XV.
Avant d'être « décomposée » pour faire place aux trois nations, la Grande-Bretagne était la seule sélection avec l'Australie à avoir remporté la Coupe du monde, ceci à trois reprises en 1954, 1960 et 1972. (Depuis, la Nouvelle-Zélande a rejoint ce club très restreint en gagnant la Coupe du monde de 2008).
L'idée de tournées de la Grande-Bretagne est finalement relancée à la fin des années 2010.  Il s'agit alors d'une sélection transnationale qui dispute des tournées dans les antipodes. Comme celle dans l’hémisphère sud en 2019.

### Palmarès
| Coupe du monde                                                                                   | Tri-Nations                            |
| ------------------------------------------------------------------------------------------------ | -------------------------------------- |
| - Coupe du monde (3) - Vainqueur en 1954, 1960 et 1972. - Finaliste en 1957, 1970, 1977 et 1992. | - Tri-Nations (0) - Finaliste en 2004. |

## Parcours en Coupe du monde
| Année | Position  |         | Année       | Position |            | Année | Position |
| 1954  | Vainqueur | 1972    | Vainqueur   | 1995     | Sans objet |       |          |
| 1957  | Finaliste | 1975    | Non invitée | 2000     | Sans objet |       |          |
| 1960  | Vainqueur | 1977    | Finaliste   | 2008     | Sans objet |       |          |
| 1968  | Troisième | 1985-88 | Troisième   | 2013     | Sans objet |       |          |
| 1970  | Finaliste | 1989-92 | Finaliste   | 2017     | Sans objet |       |          |

## Parcours au Tri-Nations
| Année | Position  |      | Année     | Position |           | Année | Position |
| 1999  | Troisième | 2005 | Troisième | 2006     | Troisième |       |          |
| 2004  | Finaliste |      |           |          |           |       |          |

### Effectif actuel de l'équipe de Grande-Bretagne

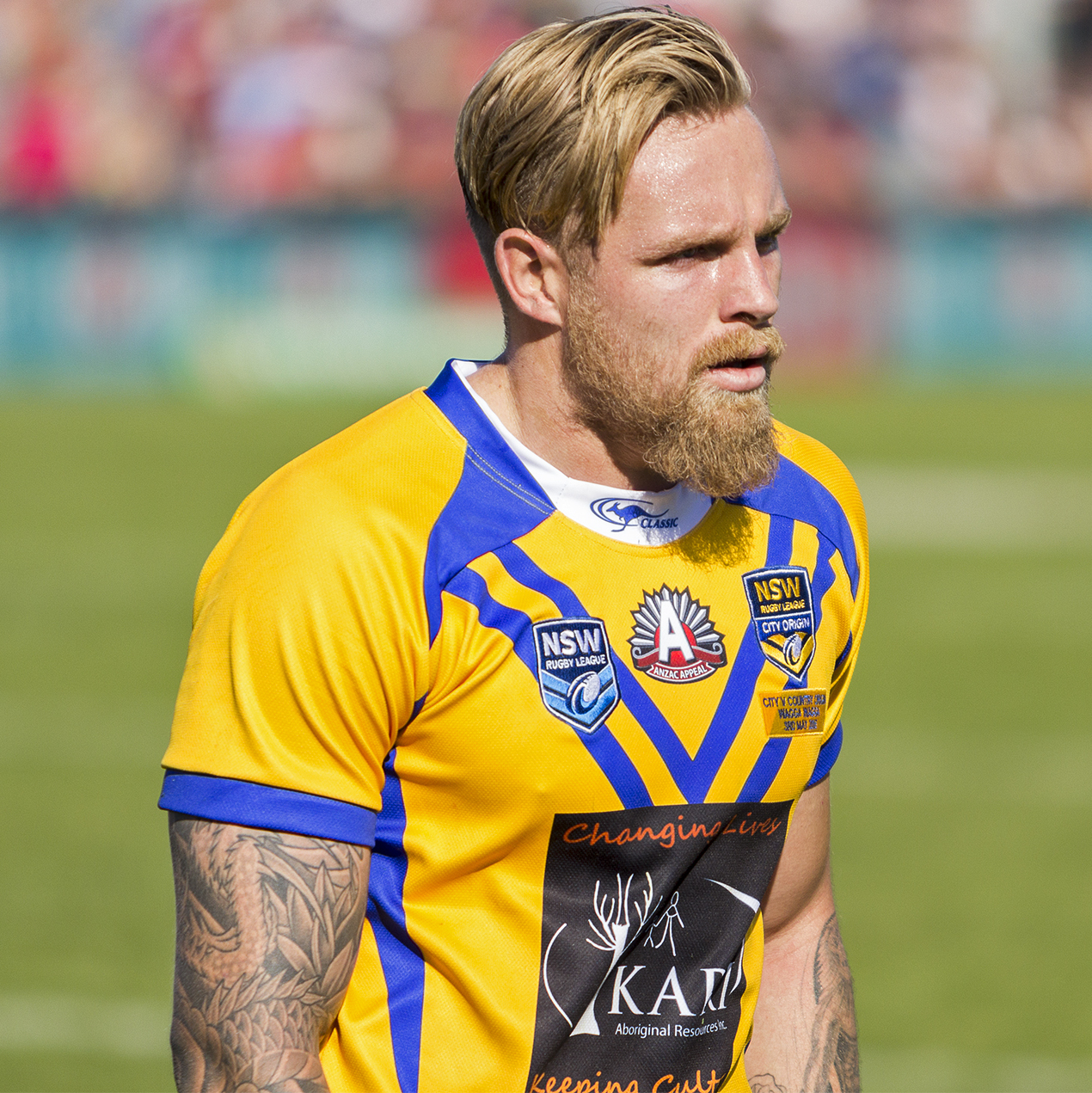
Blake Austin

Les joueurs présents ci-dessous sont les vingt-neuf joueurs sélectionnés pour la Test-matchs d'automne 2019.

## Joueurs emblématiques

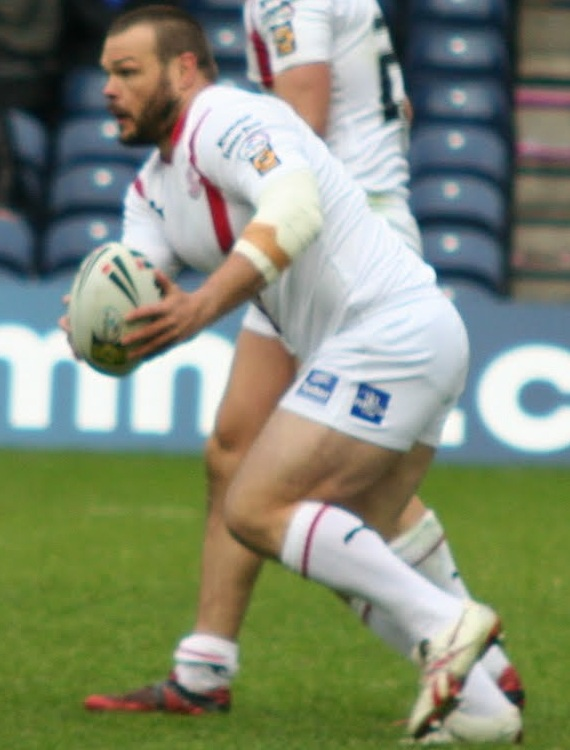
Keiron Cunningham, jouant ici avec son club de St Helens.

Ils sont très nombreux, depuis 1909, à avoir porté le maillot blanc frappé du double chevron rouge et bleu.
Afin de les honorer la Rugby League en a choisi 5 pour les regrouper sur une statue qui orne l'entrée du New Wembley, non loin de celle du footballeur Bobby Moore. Il s'agit de Gus Risman, Billy Boston, Eric Ashton, Alex Murphy et Martin Offiah.
Au début des années 2000, soit dans les dernières années d'existence de l'équipe,  un joueur a retenu l'attention des médias, et cela  au-delà de ses qualités sportives : Keiron Cunningham.
En effet,  une  polémique est créée par une partie de la presse anglaise à la suite de son refus « de passer à XV » et de jouer pour l'équipe du Pays de Galles de rugby à XV. Il joue en fait pour l'équipe de Grande-Bretagne depuis 1996.
Le joueur est pressenti un moment et même annoncé comme futur joueur du XV du Poireau contre le Tonga  (test-match en novembre) , mais il refuse les sirènes de l'argent pour rester à XIII en indiquant : « qu'il a grandi avec le rugby à XIII, dans une famille de treizistes, et que le rugby à XIII est tout ce à quoi il veut jouer ».
Une partie de la presse anglaise, le Daily Express en particulier, indique que le refus du joueur serait motivé par le fait que le joueur ne remplirait pas les conditions de nationalité lui permettant d'être sélectionnable dans le XV du pays de Galles, ce que le joueur qualifiera de « ridicule et grotesque ». Le joueur restera à XIII et jouera pour les Lions jusqu'en 2006.

## Liste
Cet article liste les rencontres de l'Équipe de Grande-Bretagne de rugby à XIII.
|   | Date             | Adversaire           | Résultat | Compétition | Stade                                 | Affluence |
| - | ---------------- | -------------------- | -------- | ----------- | ------------------------------------- | --------- |
| . | 8 novembre 2003  | Australie            | 18-22    | The Ashes   | JJB Stadium, Wigan                    | 24 614    |
| . | 15 novembre 2003 | Australie            | 20-23    | The Ashes   | KCOM Stadium, Hull                    | 25 147    |
| . | 22 novembre 2003 | Australie            | 12-18    | The Ashes   | Alfred McAlpine Stadium, Huddersfield | 24 126    |
| . | 30 octobre 2004  | Australie            | 8-12     | Tri-Nations | City Of Manchester Stadium, Oldham    | 38 572    |
| . | 6 novembre 2004  | Nouvelle-Zélande     | 22-12    | Tri-Nations | Alfred McAlpine Stadium, Huddersfield | 20 372    |
| . | 13 novembre 2004 | Australie            | 24-12    | Tri-Nations | JJB Stadium, Wigan                    | 25 004    |
| . | 20 novembre 2004 | Nouvelle-Zélande     | 26-24    | Tri-Nations | KCOM Stadium, Hull                    | 23 377    |
| . | 27 novembre 2004 | Australie            | 4-44     | Tri-Nations | Elland Road, Leeds                    | 39 120    |
| . | 30 octobre 2005  | Nouvelle-Zélande     | 26-42    | Tri-Nations | Loftus Road, Londres                  | 15 568    |
| . | 4 novembre 2005  | Australie            | 6-20     | Tri-Nations | JJB Stadium, Wigan                    | 25 004    |
| . | 11 novembre 2005 | Nouvelle-Zélande     | 38-12    | Tri-Nations | Alfred McAlpine Stadium, Huddersfield | 19 232    |
| . | 18 novembre 2005 | Australie            | 14-26    | Tri-Nations | KCOM Stadium, St Helens               | 25 150    |
| . | 28 juin 2006     | Nouvelle-Zélande     | 46-14    | Amical      | Knowsley Road, St Helens              | 10 103    |
| . | 28 octobre 2006  | Nouvelle-Zélande     | 14-18    | Tri-Nations | Jade Stadium, Christchurch            | 17 005    |
| . | 4 novembre 2006  | Australie            | 23-12    | Tri-Nations | Sydney Football Stadium, Sydney       | 24 953    |
| . | 11 novembre 2006 | Nouvelle-Zélande     | 4-34     | Tri-Nations | Westpac Stadium, Wellington           | 16 401    |
| . | 18 novembre 2006 | Australie            | 10-33    | Tri-Nations | Lang Park, Brisbane                   | 44 358    |
| . | 22 juin 2007     | France               | 42-14    | Amical      | Headingley Rugby Stadium, Leeds       | 12 685    |
| . | 27 octobre 2007  | Nouvelle-Zélande     | 20-14    | Amical      | Galpharm Stadium, Huddersfield        | 16 522    |
| . | 3 novembre 2007  | Nouvelle-Zélande     | 44-0     | Amical      | KC Stadium, Kingston upon Hull        | 20 324    |
| . | 10 novembre 2007 | Nouvelle-Zélande     | 28-22    | Amical      | JJB Stadium, Wigan                    | 21 235    |
| . | 26 octobre 2019  | Tonga                | 6-14     | Amical      | Waikato Stadium, Hamilton             | 9 420     |
| . | 2 novembre 2019  | Nouvelle-Zélande     | 8-12     | Amical      | Eden Park, Auckland                   | 25 257    |
| . | 9 novembre 2019  | Nouvelle-Zélande     | 8-23     | Amical      | Rugby League Park, Christchurch       | 8 875     |
| . | 16 novembre 2019 | Papouas.-Nlle-Guinée | 10-28    | Amical      | PNG Football Stadium, Port Moresby    |           |

## Autres références
1. ↑  (en) Richard de la Rivière, 100 days that schook rugby league, Great Britain become the first world champions, Brighhouse, League publications Ltd, 2017, 319 p. (ISBN 978-1-901347-34-0), p. 97-100
2. ↑  André Passamar, L'encyclopédie de Treize Magazine, Toulouse, Sud-Ouest Presse impression, 2ème trimestre 1984, 169 p. (ASIN B0014I5GK6), « Grande-Bretagne », p. 73
3. ↑  (en) Richard de la Rivière, 100 days that schook rugby league, Morley's 12th-Second dismissal costs Great Britain, Brighhouse, League publications Ltd, 2017, 319 p. (ISBN 978-1-901347-34-0), p. 263
4. ↑  (en) England to take pride of place over Britain, Gareth Walker, sport.guardian.co.uk, 3 décembre 2005, consulté le 15 septembre 2008.
5. ↑  (en) Matthew Shaw, « Britain's got Talent », Rugby League World, no 462,‎ octobre 2019, p. 20-25 (ISSN 1466-0105)
6. 1 2  (en) Graham Clay, « Hooked on League : Keiron Cunningham blasts the "sour grapes" controversy over his Welsh ancestry and looks forward to a bright future in Rugby League », Rugby League World, no 246,‎ septembre 2001, p. 14-17 (ISSN 1466-0105)